# Valérie Vignaux
Valérie Vignaux est une historienne française du cinéma, née le 12 janvier 1965.

## Biographie
Après avoir suivi des études de philosophie à l'université Paris 1, Valérie Vignaux y a soutenu une thèse, sous la direction de Claude Beylie, dédiée au cinéaste Jacques Becker.
Cette thèse, récompensée en 1993 par le prix Simone Genevois, est parue en 2000 sous le titre Jacques Becker ou l'exercice de la liberté. 
Ses recherches approfondies en archives ont permis la restauration du film Le Trou, dernier film de Jacques Becker, coupé après sa mort.
Après avoir collaboré avec le département pédagogique de la Cinémathèque française, sous la direction d'Alain Bergala et Nathalie Bourgeois, effectué des recherches sur la collection films de la Cinémathèque Robert-Lynen, dirigée par Béatrice de Pastre et enseigné à l'université de Lausanne, elle a été recrutée en 2006, comme maitre de conférences à l'université François-Rabelais de Tours et en 2017 comme professeur à l'université de Caen. 
Spécialiste du cinéma français, elle a présenté une habilitation à diriger les recherches, sous la direction de Jean-Pierre Bertin-Maghit, à partir de ses travaux portant sur les usages sociaux du cinéma à travers le cinéma amateur, militant et éducateur.
Membre du conseil d'administration de l'Association française de recherche sur l'histoire du cinéma, de 2000 à 2020, elle en a été présidente de 2014 à 2019.
De 2000 à 2020, elle a été  membre du comité de rédaction de 1895, revue d'histoire du cinéma, revue dont le rédacteur en chef est François Albera. 
Valérie Vignaux a été invitée en tant que Visiting Professor à l'Université Berkeley de Californie, de septembre à décembre 2018.
Elle est mariée à Clément Chéroux, historien de la photographie et conservateur.

## Œuvres
Auteure
- Georges Sadoul un intellectuel en cinéma, du surréalisme à l'histoire, Milan, Mimésis, 2023, 490 p.
- Casque d'Or de Jacques Becker, Paris, Atlande, 2009, 154 p.
- Jean Benoit-Lévy ou le corps comme utopie, une histoire du cinéma éducateur dans l’entre-deux-guerres en France (avec DVD), Paris, AFRHC, 2007, 260 p.[7]
- Susanne Simonin ou la Religieuse de Jacques Rivette, Liège, Céfal, 2005, 97 p.
- Jacques Becker ou l’Exercice de la liberté, Liège, Céfal, 2000,  271 p[8].

Directrice de publication
- Cinéma, marxisme, matérialisme, pour une critique du cinéma (avec Sébastien Layerle), Milan, Mimésis, 2023, 518 p.
- Concevoir le décor de théâtre et de cinéma, (avec Pierre Causse et Léa Chevalier), Caen, Double Jeu no 18, 2021, 220 p.
- Edgar Morin et le cinéma, Caen, PUC, 2021, 228 p.
- L'amateur en cinéma, un autre paradigme : Histoire, esthétique, marges et institutions (avec Benoit Turquety, Paris, AFRHC, 2017, 384 p.
- Léon Moussinac un intellectuel communiste (avec François Albera, préface de Pascal Ory), Paris, AFRHC, 2014, 472 p.
- Léon Moussinac : Critique et Théoricien des arts, (avec François Albera coll.), Paris, AFRHC, 2014, 541 p.
- Le Texte critique : Expérimenter le théâtre et le cinéma aux XXe – XXIe siècles, (avec Marion Chénetier-Alev), Tours, Presses universitaires François-Rabelais, 2013, 480 p.[9]
- « Portes » un cahier de collage surréaliste de Georges Sadoul (avec Clément Chéroux), Paris, Textuel, 2009, 95 p.
- « Marius O’Galop et Robert Lortac, deux pionniers du cinéma d’animation », 1895 revue d’histoire du cinéma, no 59, décembre 2009, 350 p.[10]
- « Émile Cohl », 1895 revue d’histoire du cinéma, no 53, décembre 2007, 360 p.[11]
- « Archives », 1895 revue d’histoire du cinéma, no 41, octobre 2003, 227 p.[12]

Directrice éditoriale
- Roxane Hamery, Ténèbres empoisonnées ? Cinéma, jeunesse et délinquance, de la Libération aux années 1960, Paris, AFRHC, 2017,
- Léo Souillés-Debats, La culture cinématographique du mouvement ciné-club, Une histoire de cinéphilies (1944-1999), Paris, AFRHC, 2017, 576 p.
- Frédéric Gimello-Mesplomb, Pascal Laborderie, Léo Souillés-Debats (dir.), La Ligue de l’enseignement et le cinéma, une histoire de l’éducation à l’image (1945-1989), Paris, AFRHC, 2016, 398 p.
- Isabelle Marinone et Adilson I. Mendès (dir.), Paulo-Emilio Sales Gomes ou la Critique à contre-courant (une anthologie), Paris, AFRHC, 2015, 354 p.